# Cassipourea ellipticifolia
Cassipourea ellipticifolia är en tvåhjärtbladig växtart som först beskrevs av Arenes, och fick sitt nu gällande namn av René Paul Raymond Capuron. Cassipourea ellipticifolia ingår i släktet Cassipourea, och familjen Rhizophoraceae. Inga underarter finns listade i Catalogue of Life.